# Seventh Avenue (linea IND Culver)
Seventh Avenue, conosciuta anche con il nome di Seventh Avenue-Park Slope, è una fermata della metropolitana di New York, situata sulla linea IND Culver. Nel 2014 è stata utilizzata da 3 886 594 passeggeri.
È servita dalle linee F Sixth Avenue Local e G Brooklyn-Queens Crosstown Local, sempre attive.